# Hemitriccus cinnamomeipectus
El titirijí pechicanelo (Hemitriccus cinnamomeipectus), también denominado tirano-todi de pecho canela (en Perú) o tirano todi pechicanelo (en Ecuador), es una especie de ave paseriforme de la familia Tyrannidae perteneciente al numeroso género Hemitriccus. Es nativo de regiones andinas en América del Sur.

## Distribución y hábitat
Se distribuye por la ladera oriental de los Andes, en una pequeña región en el sureste de Ecuador (cerca de Chinapinza, en Zamora-Chinchipe) y en el norte de Perú (Cordillera del Cóndor, en Cajamarca; cordillera de Colán, en Amazonas; Abra Patricia, en San Martín).
Esta especie es considerada rara y local en su hábitat natural: el sotobosque de bosques montanos entre los 1700 y los 2200 m de altitud.

## Sistemática

### Descripción original
La especie H. cinnamomeipectus fue descrita por primera vez por los ornitólogos estadounidenses John W. Fitzpatrick y John Patton O'Neill en 1979 bajo el mismo nombre científico; la localidad tipo es: «Cordillera del Cóndor, arriba de San José de Lourdes, Dept. Cajamarca, Perú, 5°02'S, 78°51'W, altitud 2200 m»; el holotipo, un macho adulto, recolectado el 20 de julio de 1976, se encuentra depositado en el Museo Americano de Historia Natural bajo el número AMNH 812797.

### Etimología
El nombre genérico masculino «Hemitriccus» se compone de las palabras del griego « ἡμι hēmi» que significa ‘pequeño’, y « τρικκος trikkos»: pequeño pájaro no identificado; en ornitología, «triccus» significa «atrapamoscas tirano»; y el nombre de la especie «cinnamomeipectus» se compone de las palabras del latín «cinnamomeus» que significa ‘de color canela’, y «pectus», que significa ‘pecho’.

### Taxonomía
Es monotípica.